# Saison 7 de Secret Story
 (juin 2025).
Pour un article plus général, voir Secret Story.
La septième saison de Secret Story, est une émission française de téléréalité, diffusée sur TF1 du 7 juin 2013 au 13 septembre 2013. 

## Principe
Le principe est similaire à celui de l'émission de téléréalité Loft Story,. Les candidats sont enfermés dans une maison appelée « la maison des secrets » pendant 10 semaines. Des caméras sont installées dans toutes les pièces de la maison hormis les toilettes. Ils possèdent tous une cagnotte personnelle et un secret qu'ils doivent garder à tout prix. Le but du jeu étant de trouver le secret des autres candidats. Une « Voix » accompagne les participants avec des missions en mettant de l'argent en jeu ou des sanctions. Chaque semaine, les téléspectateurs votent afin d'éliminer un candidat. Le gagnant remporte la somme de 150 000 euros.

## Candidats
| Candidats | Secret                                                                      |
| --------- | --------------------------------------------------------------------------- |
| Anaïs     | Nous sommes la famille du public Secret partagé avec Julien, Sonja et Ben   |
| Gautier   | Je suis le secret commun à tous les habitants                               |
| Alexia    | J'ai vécu jusqu'à l'âge de 14 ans avec mon jumeau parasite                  |
| Vincent   | Nous sommes les Maîtres des Nominations Secret partagé avec Tara            |
| Julien    | Nous sommes la famille du public Secret partagé avec Anaïs, Sonja et Ben    |
| Florine   | Je communique avec les animaux                                              |
| Clara     | Je suis la fille d'une star des années 80                                   |
| Eddy      | Je suis mannequin homme/femme                                               |
| Émilie    | Je suis détective privée                                                    |
| Guillaume | Je me suis vendu sur Internet                                               |
| Jamel     | J'ai grandi dans un bidonville                                              |
| Sonja     | Nous sommes la famille du public Secret partagé avec Julien, Anaïs et Ben   |
| Sabrina   | Nous sommes sœurs jumelles Secret partagé avec Morgane                      |
| Morgane   | Nous sommes sœurs jumelles Secret partagé avec Sabrina                      |
| Ben       | Nous sommes la famille du public Secret partagé avec Anaïs, Sonja et Julien |
| Tara      | Nous sommes les Maîtres des Nominations Secret partagé avec Vincent         |
| Mickaël   | J'ai échappé à une attaque de requin                                        |